# Stojan Colja
Stojan Colja, slovenski gledališki in filmski igralec, * 24. junij 1947, Trst, † 18. avgust 2008, Škrbina, Komen.
Zaključil je Znanstveni licej Franceta Prešerna v Trstu leta 1968 in Akademija za gledališče, radio, film in televizijo v Ljubljani leta 1972, diplomiral je leta 1987. Krajši čas je nastopal v Primorskem dramskem gledališču Nova Gorica, od leta 1974 do upokojitve leta 2007 pa v Slovenskem stalnem gledališču Trst. Nastopil je v filmih Čas brez pravljic (1986), Do konca in naprej (1990), Triangel (1991) in Zrakoplov (1993).